# トリロジー (ELPのアルバム)
『トリロジー』 (Trilogy) は、イギリスにおいて1972年6月に発売されたエマーソン・レイク・アンド・パーマー（ELP）の3作目のスタジオ・アルバム。通算で4作目のアルバムである。

## 解説
タイトルの「トリロジー」は「三部作」或いは「三部曲」と訳される。表題曲を意味していると同時に、メンバー3人による三位一体の音楽という意味も込められている、と言われている。
収録曲のうち、コープランドの曲をアレンジした「ホウダウン」は、長年にわたってライブのレパートリーに起用された。また、グレッグ・レイク作の「フロム・ザ・ビギニング」はアメリカでシングル・カットされ、39位まで上昇した。
「奈落のボレロ」の原題"Abaddon's Bolero"の「アバドン」とは『新約聖書・ヨハネの黙示録』第9章11節で言及される「深淵」"Abyss"の天使である。ELPはドイツでのコンサートで、テープ・レコーダーによる再生音に合わせてキース・エマーソンがモーグ・シンセサイザー、レイクがメロトロン、カール・パーマーがドラムスを演奏してこの曲を披露したが、一度きりで断念した。エマーソンは1975年に「ピアノ協奏曲第一番」の作曲と並行して、この曲を管弦楽曲に編曲して、同年10月、ジョン・メイヤーが指揮するロンドン・フィルハーモニー管弦楽団の演奏で録音した。この管弦楽曲版は、1977年５月、新作『ELP四部作』の発表に合わせてオーケストラと共に行われた北アメリカ・ツアーで、オープニングに演奏された。
ヒプノシスのデザインによるジャケットは、メンバー3人が合体した様なコンセプトの図案を絵画調に仕上げている。ジャケット内側は、森の中に沢山のメンバーが写っている合成写真が使われ、LP及び紙ジャケットのCDで見る事が出来る。
本作が日本で発表されたのはELPの初来日公演の約一か月前で、日本盤は来日記念盤という扱いで、オビには「来日と同時に新作を発表!」と書かれてあった。彼等は滞在中に読売ジャイアンツの長嶋茂雄選手を表敬訪問して、本作をプレゼントした。
2015年、新しいステレオミックスと5.1サラウンドミックスを含むリイシューが発売されている。

## 収録曲

### アナログA面
1. フーガ、冒頭永遠の謎 パート1 - The Endless Enigma (Part One)　(Emerson/Lake)
2. フーガ - Fugue　(Emerson)
3. 永遠の謎 パート2 - The Endless Enigma (Part Two)　(Emerson/Lake)
4. フロム・ザ・ビギニング - From the Beginning　(Lake)
5. シェリフ - The Sheriff　(Emerson/Lake)
6. ホウダウン - Hoedown　(Aaron Copland arr. Emerson Lake & Palmer)

### アナログB面
1. トリロジー - Trilogy　(Emerson/Lake)
2. リヴィング・シン - Living Sin　(Emerson/Lake/Palmer)
3. 奈落のボレロ - Abaddon's Bolero　(Emerson)

### 2010年日本盤ボーナス・トラック
1. ホウダウン (ライヴ) - Hoedown　(Aaron Copland arr. Emerson Lake & Palmer)
2. 石をとれ (ライヴ・アット・マル・イ・ソル 1972) - Take A Pebble (Lake)
3. 奈落のボレロ (オーケストラ・ヴァージョン) - Abaddon's Bolero　(Emerson)

## チャート
イギリスのチャートでは最高2位、アメリカでは最高5位だった。前作までのアメリカでの最高位は『タルカス』の9位であり、本作は記録を更新した。